# Mariage à tout prix
Mariage à tout prix (France) ou Le mariage a un je-ne-sais-quoi (Québec) (There's Something About Marrying) est le 10e épisode de la saison 16 de la série télévisée d'animation Les Simpson.

## Synopsis
Bart et Milhouse jouent des mauvais tours à un homme, pourtant chargé de visiter Springfield pour l'évaluer. Il lui attribue une mauvaise note à cause du comportement des deux enfants. Cela entraîne une baisse importante du tourisme, ce qui est mauvais pour l'économie. Lisa propose alors de légaliser le mariage homosexuel, proposition acceptée. Mais Timothy Lovejoy refuse de le faire. C'est alors qu'Homer crée sa propre chapelle (en fait installée dans son garage). Plusieurs couples se marient et Homer gagne beaucoup d'argent, ce qui rend tout le monde heureux.
Jusqu'au jour où quelqu'un révèle son homosexualité à Marge. Et ce n'est autre que Patty, sa sœur. Marge est très surprise. Patty présente sa fiancée, Veronica. Marge découvre que c'est en fait un homme. Et lors du mariage de Patty, Marge dévoile tout. Patty décide de partir avec sa sœur jumelle Selma.